# Erinnerungszeichen für die Ritter vom Goldenen Sporn

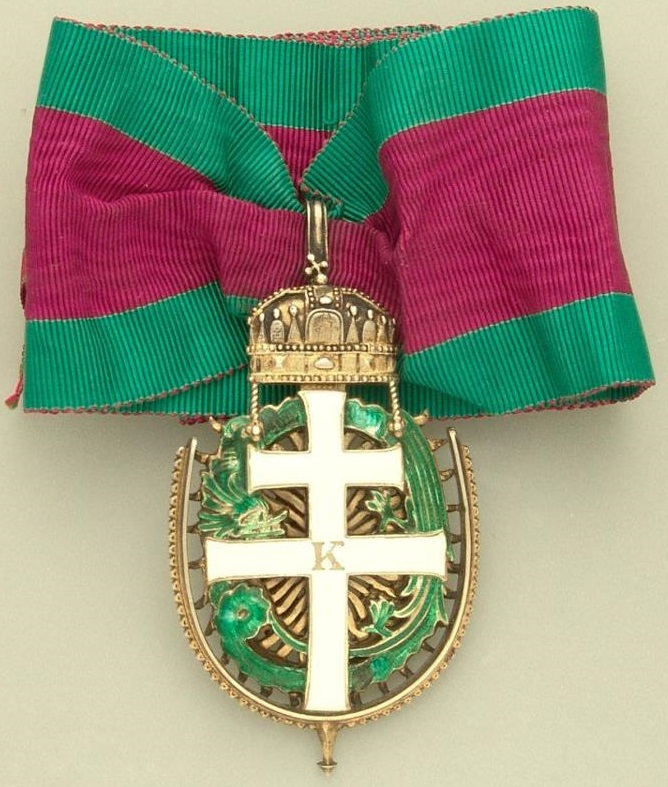
Das Erinnerungszeichen der Ritter vom Goldenen Sporn

Das Erinnerungszeichen für die Ritter vom Goldenen Sporn (ungarisch aranysarkantyús lovag) wurde am 21. April 1918 durch König Karoly IV. von Ungarn (Kaiser Karl I. von Österreich) für die durch ihn bei seiner Krönung zum Ritter geschlagenen Männer gestiftet. Eine Parallele zu anderen europäischen Orden und Ehrenzeichen ist der Päpstliche Orden vom Goldenen Sporn und das 1926 eingeführte Abzeichen des Knight Bachelor. Wie letzteres und im Gegensatz zu ersterem ist das Erinnerungszeichen selbst kein Orden.

## Historischer Hintergrund
Die Tradition, nach der Krönung Ritter vom Goldenen Sporn (lateinisch equites aurati, equites aurei calaris, ungarisch aranyos sarkantyú-vitézek) zu ernennen, wurde vermutlich von Karl I. 1308 begründet. Übernommen wurde sie wohl von der entsprechenden Tradition bei der Krönung der römisch-deutschen Könige. Das Erinnerungszeichen erhielten nur die 47 bei der Krönungsfeier von Karoly IV. am 30. Dezember 1916 geschlagenen Ritter.

## Aussehen
Das Erinnerungszeichen zeigt auf seiner Vorderseite mittig das erhaben dargestellte und weiß emaillierte ungarische Doppelkreuz, auf dessen unterem Kreuzungspunkt ein K (Karoly) zu sehen ist. Hinter dem weißen Kreuz windet sich ein grün emaillierter golden gehaltener Drache, in Anlehnung an den alten, in Ungarn sehr verbreiteten Drachenorden aus dem 15. Jahrhundert. Der dargestellte Drachen wird dabei von einem goldenen Sporn umschlossen, dessen Spornstachel nach unten gekehrt ist. Das ganze Erinnerungszeichen wird dabei von der ungarischen Stephanskrone überstrahlt. Die Rückseite des Erinnerungszeichens ist im Gegensatz zu der prunkvollen Vorderseite eher schlicht gehalten und zeigt nur die Formen des Drachen, welche ziseliert dargestellt wurden.
Das Erinnerungszeichen wurde am Band des k.u. Sankt-Stephans-Ordens am Hals getragen. 